# 杨皇后 (吕纂)
楊皇后（？—401年），弘农郡（今陕西省华阴市）人，散骑常侍、尚书左仆射、凉都尹、金城侯杨恒之女，后凉灵帝吕纂的天王皇后

## 生平
杨氏美丽且十分刚烈，龍飛四年（399年），吕纂即位為天王，改元咸寧，次年立妻子楊氏為皇后。三年（401年）二月，吕纂被他的堂弟呂超谋杀，杨后命禁兵讨伐吕超，大臣杜尚却阻止了禁兵，禁兵皆散。吕超的部下将军魏益多入宫，将吕纂的头砍了下来。楊皇后说：“人已死，如土石，无所复知，何忍复残其形骸乎！”魏益多大骂皇后。呂超问杨皇后玉玺在哪里，杨皇后回答：“已经毁掉了。”之后，杨皇后离开宫廷，呂超认为她带走了宫廷里的珍宝，便向她索要。杨皇后回答：“你们兄弟不义，手刃相屠。我旦夕就死的人，用珍宝干什么呢！”
吕超的哥哥吕隆即位，吕超为宰相。吕超见杨氏貌美想娶她为妻，他警告右仆射楊桓：“楊皇后如若自杀，灾祸降及你的宗族！”楊桓告诉了她女儿，楊皇后说：“父亲大人将女儿卖给氐族以图富贵，一次就够了，还要卖第二次吗？”遂自杀，谥号穆皇后。楊桓投奔南凉河西王秃发利鹿孤，秃发利鹿孤以楊桓为左司马。

## 延伸阅读
[在维基数据编辑]
 《晉書·卷096》，出自房玄齡《晉書》